# Ronny Abraham

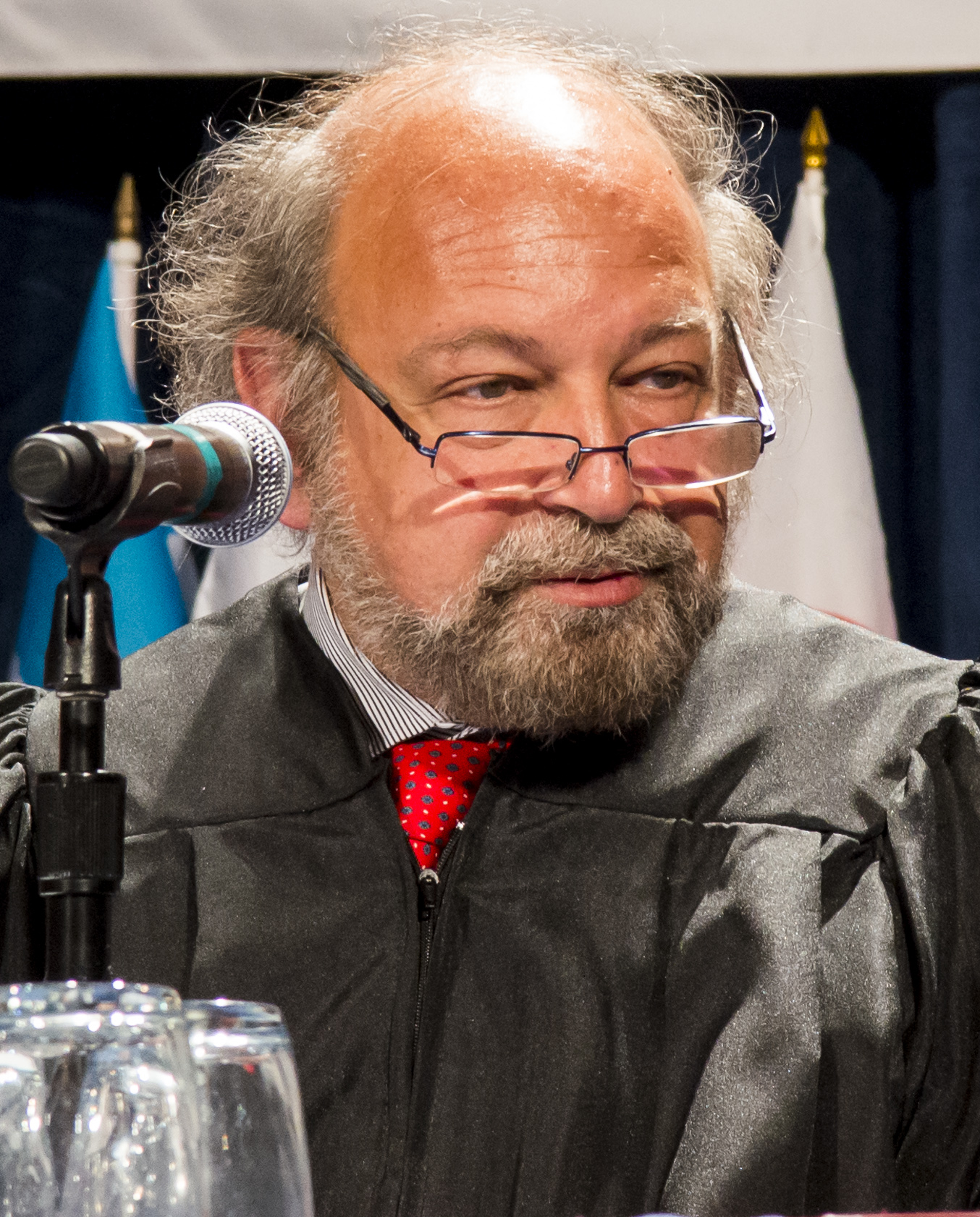
Ronny Abraham (2013)

Ronny Abraham (* 5. September 1951 in Alexandria, Königreich Ägypten) ist ein französischer Jurist. Seit dem 15. Februar 2005 ist er Richter am Internationalen Gerichtshof in Den Haag. Vom 6. Februar 2015 bis Februar 2018 war er dessen Präsident.

## Leben
Abraham erwarb 1973 ein Diplom am Institut d’études politiques de Paris und 1974 das Diplôme d’études supérieures in öffentlichem Recht an der Universität Paris I. Von 1976 bis 1978 studierte er an der École nationale d’administration.
Abraham war von 1978 bis 1985 und von 1987 bis 1988 als Verwaltungsrichter tätig und bekleidete von 1986 bis 1987 den Posten des stellvertretenden Direktors der Rechtsabteilung des französischen Außenministeriums. Anschließend war er bis 2000 als Maître des requêtes im Conseil d’État tätig, sowie ab 2000 als Conseiller d’État und von 1989 bis 1998 als Commissaire du gouvernement. Im selben Jahr übernahm er das Amt des Direktors der Rechtsabteilung im französischen Außenministerium, welches er bis 2005 innehatte.
Er lehrte bis 1998 als Professor für internationales Recht am Institut d’études politiques de Paris und war von 1997 bis 2003 Dozent an der Universität Paris-Nanterre sowie von 2004 bis 2005 Dozent für Völkerrecht und Menschenrechte an der Universität Paris II.
Seit dem 15. Februar 2005 ist Abraham Richter am Internationalen Gerichtshof in Den Haag. Er trat damit die Nachfolge seines Landsmanns Gilbert Guillaume an, der am 11. Februar 2005 von seinem Richteramt zurückgetreten war. Am 6. November 2008 wurde er für eine weitere Amtszeit beginnend am 6. Februar 2009 wiedergewählt. Seit dem 12. Januar 2015 ist er außerdem von der Elfenbeinküste nominierter Ad-hoc-Richter am Internationalen Seegerichtshof in Hamburg. Am 6. Februar 2015 wurde er für eine dreijährige Amtszeit zum Präsidenten des Internationalen Gerichtshofs gewählt. 2016 wurde er zum Mitglied der American Academy of Arts and Sciences gewählt.

## Werke
- Droit international, droit communautaire et droit français. Hachette, Paris 1989, ISBN 2-01-014664-6.
- Les magistrats des tribunaux administratifs et des cours administratives d’appel. In: Revue française de droit administratif. Nr. 2, 1988, ISSN 0763-1219
- Compétence des juridictions internes pour interpréter un traité international. In: Actualité juridique droit administratif. September 1990, ISSN 0001-7728, S. 621.
- Les incidences de la CEDH sur le droit constitutionnel et administratif des états parties. In: Revue universelle des droits de l'homme. 1992, ISSN 0937-714X, S. 409–418.
- Les principes généraux de la protection juridictionnelle administrative en Europe: l’influence des jurisprudences européennes. In: Revue européenne de droit public. Band 9, Nr. 3, 1997, ISSN 1105-1590
- La France devant les juridictions européennes. In: Pouvoirs: revue française d'études constitutionelles et politiques. Seuil, Paris 2001, ISSN 0152-0768, S. 143–160.
- La Cour Internationale de Justice, juge constitutionnel? In: Régis Chemain, Alain Pellet (Hrsg.): La Charte des Nations Unies, constitution mondiale? Pedone, Paris 2006, ISBN 2-233-00486-8, S. 105–112.
- L’application des traités internationaux et l’office du juge des référés administratifs. In: Juger l'administration, administrer la justice: mélanges en l'honneur de Daniel Labetoulle. Dalloz, Paris 2007, ISBN 978-2-247-07261-3, S. 1–10.